# Frank Campeau
Frank Campeau (14 de dezembro de 1864 – 2 de novembro de 1943 (78 anos)) foi um ator norte-americano.
Natural de Detroit, Michigan, ele atuou em 93 filmes mudos entre 1911 e 1940.
Frank morreu em Los Angeles, Califórnia.

## Filmografia selecionada
- The Wood Nymph (1916)
- The Heart of Texas Ryan (1917)
- A Modern Musketeer (1917)
- Headin' South (1918)
- Mr. Fix-It (1918)
- Say, Young Fellow! (1918)
- The Light of Western Stars (1918)
- Arizona (1918)
- His Majesty, the American (1919)
- When the Clouds Roll by (1919)
- The Mollycoddle (1920) (não creditado)
- Life of the Party (1920)
- The Kid (1921)
- The Isle of Lost Ships (1923)
- To the Last Man (1923)
- North of Hudson Bay (1923)
- Hoodman Blind (1923)
- The Alaskan (1924)
- The Man from Red Gulch (1925)
- The Frontier Trail (1926)
- 3 Bad Men (1926)
- Let It Rain (1927)
- The First Auto (1927)
- Abraham Lincoln (1930)
- Fighting Caravans (1931)
- Empty Saddles (1936)